# Adelina Gavrilă
Adelina Gavrilă (n. 26 noiembrie 1978, Brăila, România) este o fostă triplusaltistă română. 

## Carieră
A fost medaliată cu bronz la Campionatul Mondial de Juniori din 1996. În 1998, a depășit pentru prima dată bariera celor 14 metri, cu o săritură de 14,53 metri. În 1999 și-a îmbunătățit performanța la 14,71 m.
A câștigat medalia de bronz la Universiada din 1999, a terminat a douăsprezecea la Campionatul Mondial în Sală din 1999, a unsprezecea la Campionatul Mondial din 1999, a opta la Campionatul Mondial în Sală din 2001 și la Universiada din 2001. 2002 a fost un sezon mediocru, cu un record personal de 13,51 m.
În anul următor și-a îmbunătățit recordul personal, sărind 14,75 metri în septembrie. A terminat a opta la Campionatul Mondial în Sală din 2003, a noua la Campionatul Mondial din 2003, a șaptea la World Athletics Final din același an, tot a șaptea la Campionatul Mondial în Sală din 2004 și a cincisprezecea la Jocurile Olimpice din 2004. A terminat sezonul cu un rezultat maxim de 14,71 m.
În anul 2005 a scăzut la 14,23 de metri, realizați în Hengelo în luna mai. Ea a terminat a cincea la Campionatul European în Sală, a șaptea la Campionatul European din 2006 și a cincea la Campionatul European în Sală. A concurat în Campionatele Mondiale din 2007, Campionatul Mondial în Sală din 2008 și la Jocurile Olimpice din 2008, fără a ajunge în finale.
În ciuda faptului că nu a ajuns în finale internaționale în 2008, ea a stabilit cel mai bun rezultat personal în sală cu 14,78 de metri, rezultat obținut în februarie 2008, la București. Cel mai bun rezultat personal în exterior este de 14,75 metri, realizat în septembrie 2003, în Rieti, ceea ce o plasează pe locul al doilea între atleții români, în spatele Rodicăi Mateescu. Maestră a  Sportului.

## Realizări
| An   | Competiție                               | Locație                    | Loc | Eveniment  | Note  |
| ---- | ---------------------------------------- | -------------------------- | --- | ---------- | ----- |
| 1995 | Campionatul European de Juniori (sub 20) | Nyíregyháza, Ungaria       | 10  | lungime    | 5,88  |
| 1995 | Campionatul European de Juniori (sub 20) | Nyíregyháza, Ungaria       | 4   | triplusalt | 13,69 |
| 1996 | Campionatul Mondial de Juniori (sub 20)  | Sydney, Australia          | 3   | triplusalt | 13,50 |
| 1997 | Campionatul European de Juniori (sub 20) | Ljubljana, Slovenia        | 1   | triplusalt | 13,58 |
| 1998 | Campionatul European                     | Budapesta, Ungaria         | 11  | triplusalt | 13,28 |
| 1999 | Campionatul Mondial în sală              | Maebashi, Japonia          | 12  | triplusalt | 13,47 |
| 1999 | Universiada                              | Palma de Mallorca, Spania  | 3   | triplusalt | 14,33 |
| 1999 | Campionatul European de Tineret (sub 23) | Göteborg, Suedia           | 3   | triplusalt | 14.37 |
| 1999 | Campionatul Mondial                      | Sevilla, Spania            | 11  | triplusalt | 13,87 |
| 2000 | Campionatul European în sală             | Gent, Belgia               | 8   | triplusalt | 13,90 |
| 2001 | Campionatul Mondial în sală              | Lisabona, Portugalia       | 8   | triplusalt | 13,77 |
| 2001 | Universiada                              | Beijing, China             | 8   | triplusalt | 13,65 |
| 2001 | Campionatul Mondial                      | Edmonton, Canada           | 15  | triplusalt | 13,91 |
| 2002 | Campionatul European în sală             | Viena, Austria             | 11  | triplusalt | 13,56 |
| 2003 | Campionatul Mondial în sală              | Birmingham, Marea Britanie | 8   | triplusalt | 13,92 |
| 2003 | Campionatul Mondial                      | Paris, Franța              | 9   | triplusalt | 14,29 |
| 2004 | Campionatul Mondial în sală              | Budapesta, Ungaria         | 7   | triplusalt | 14,62 |
| 2004 | Jocurile Olimpice                        | Atena, Grecia              | 15  | triplusalt | 13,86 |
| 2005 | Campionatul European în sală             | Madrid, Spania             | 5   | triplusalt | 14,33 |
| 2006 | Campionatul European                     | Göteborg, Suedia           | 7   | triplusalt | 14,19 |
| 2007 | Campionatul European în sală             | Birmingham, Marea Britanie | 5   | triplusalt | 14,19 |
| 2007 | Campionatul Mondial                      | Osaka, Japonia             | 13  | triplusalt | 14,02 |
| 2008 | Campionatul Mondial în sală              | Valencia, Spania           | 9   | triplusalt | 14,11 |
| 2008 | Jocurile Olimpice                        | Beijing, China             | 17  | triplusalt | 13,98 |
| 2010 | Campionatul Mondial în sală              | Doha, Qatar                | 14  | triplusalt | 13,45 |
| 2010 | Campionatul European                     | Barcelona, Spania          | 5   | triplusalt | 14,33 |
| 2012 | Campionatul Mondial în sală              | Istanbul, Turcia           | 19  | triplusalt | 13,65 |
| 2012 | Campionatul European                     | Helsinki, Finlanda         | 20  | triplusalt | 13,61 |